# Bush Motor Company
Bush Motor Company war ein US-amerikanischer Automobilhersteller.

## Beschreibung
Das Unternehmen war in Chicago in Illinois ansässig und vermarktete von 1916 bis 1925.
Seit Juni 1915 schrieb John H. Bush mögliche Automobilkunden an, pries ihnen den neuen Bush – in Vier- oder Sechszylindermotor-Ausführung – an und versandte Broschüren über seine – bis dahin noch nicht existierenden – Autos. Zeigte sich ein Kunde interessiert, verlangte Bush Vorauskasse und gab den Auftrag zusammen mit dem Geld an ihm bekannte Automobilhersteller weiter, die einfach das nächstentsprechende Exemplar aus ihrer Produktion nahmen, mit „Bush“-Firmenschildern versahen und an den Kunden versandten.
Solche Hersteller waren Crow-Elkhart, Huffman Brothers Motor Company, Norwalk Motor Car Company, Piedmont Motor Car Company, Pullman Motor Car Company und Sphinx Motor Car Company. So verkaufte Bush eine Reihe von Autos und benannte (ohne Rücksprache) die gerade gewonnenen Kunden als Referenz. Großer Erfolg war ihm nicht beschieden, aber sein finanzieller Einsatz war durch die Vorauszahlungen auch entsprechend gering.
Anfang der 1920er-Jahre gaben die meisten seiner Geschäftspartner die Automobilherstellung auf und neue fand Bush nicht. So lief sich das Geschäft schließlich tot. Nach 1925 war von der Firma nichts mehr zu hören.

## Modelle
Viele Modelle waren fünfsitzige Tourenwagen. Außerdem werden geschlossene Fahrzeuge und ein Pick-up genannt.
| Modell | Bauzeitraum | Zylinder | Leistung          | Radstand |
| ------ | ----------- | -------- | ----------------- | -------- |
| 4-18   | 1916–1919   | 4 Reihe  | 19,6 PS (14,4 kW) | 2946 mm  |
| A      | 1920–1921   | 4 Reihe  | 25 PS (18,4 kW)   | 2946 mm  |
| 6      | 1920–1921   | 6 Reihe  | 45 PS (33 kW)     | 3073 mm  |
| EC-4   | 1922–1923   | 4 Reihe  | 35 PS (25,7 kW)   | 2946 mm  |
| EC-6   | 1922–1923   | 6 Reihe  | 45 PS (33 kW)     | 3073 mm  |
| 4-24   | 1924–1925   | 4 Reihe  | 35 PS (25,7 kW)   | 2946 mm  |
| 6-24   | 1924–1925   | 6 Reihe  | 45 PS (33 kW)     | 2946 mm  |